# جائزة بلجيكا الكبرى 2010
جائزة بلجيكا الكبرى 2010 (بالإنجليزية: 2010 Belgian Grand Prix)‏ هو سباق فورمولا 1 أقيم بتاريخ 29 أغسطس، 2010 في حلبة دي سبا فرانكورشومب، حمام معدني، بلجيكا. كان الثالث عشر من أصل 19 في بطولة العالم لسباقات الفورمولا واحد موسم 2010. حلّ البريطاني لويس هاملتون أولا بينما جاء الأسترالي مارك ويبر في المركز الثاني وحصل على المركز الثالث البولندي روبرت كوبيتسا.